# The Beautiful Letdown
The Beautiful Letdown é o quarto álbum de estúdio da banda Switchfoot, lançado a 25 de Fevereiro de 2003.
O disco foi certificado dupla platina, com vendas superiores a 2.6 milhões de cópias. Foi premiado na categoria "Album of the Year" nos San Diego Music Awards em 2003.

## Faixas
1. "Meant to Live" – 3:20
2. "This Is Your Life" – 4:18
3. "More Than Fine" – 4:14
4. "Ammunition" – 3:45
5. "Dare You to Move" – 4:15
6. "Redemption" – 3:06
7. "The Beautiful Letdown" – 5:20
8. "Gone" – 3:45
9. "On Fire" – 4:39
10. "Adding to the Noise" – 2:50
11. "Twenty-Four" – 4:52

## Paradas
| Ano  | Paradas                    | Posição |
| ---- | -------------------------- | ------- |
| 2003 | Top Contemporary Christian | 2       |
| 2004 | Billboard 200              | 16      |
| 2004 | Top Christian Albums       | 1       |
| 2004 | Top Internet Albums        | 16      |

## Créditos
- Jon Foreman - Guitarra, vocal, teclados
- Tim Foreman - Baixo, vocal, teclados
- Chad Butler - bateria, percussão